# Rainbow Loom
Rainbow Loom es un juguete armable formado por un telar que teje banditas de goma, es normalmente usado para armar Pulseras o Collares pero también se usa para armar Figuras, cinturones y muchas cosas, fue creado en 2011 por Cheong Choon. Fue un juguete muy común en los niños a principios de la década de 2010. Rainbow Loom ha sido demandado por Cra-Z-Loom y Fun Loom Por violación de patentes.

## Recepción
Las "Loom Bands" han sido aclamadas por la crítica como "innovadoras" por New York Times y Today, las "Rainbow Loom" se encuentran por cualquier calle gracias a la fama que tienen estas bandas principalmente se encuentran en países como Estados Unidos, China, Malasia, Japón, Argentina, Reino Unido, México, Colombia, Italia, Chile, República Dominicana y España.